# Froiz
Froiz — сеть испанских супермаркетов со штаб-квартирой в Пойо (Галисия), третья по размеру в Галисии. Компания была основана в 1968 году в Понтеведра, а первый магазин открылся в 1970 году. С 1996 года Froiz также работает на территории Португалии. На конец 2016 года компания имела 242 магазина в континентальной Испании и на севере Португалии. В ней работает 5000 человек. Объём продаж составляет более 566,5 млн евро в год.